# Felicia Kentridge
Felicia Kentridge (nhũ danh Geffen; 7 tháng 8 năm 1930 – ngày 07 tháng 6 năm 2015) là một luật sư và người hoạt động chống chủ nghĩa Apartheid kiêm người đồng sáng lập của Trung tâm Tài nguyên Luật pháp Nam Phi (LRC) vào năm 1979. Trung tâm đại diện cho người Nam Phi da đen chống lại nhà nước apartheid và đảo ngược nhiều luật phân biệt đối xử; Kentridge đã tham gia vào một số vụ kiện pháp lý mang tính bước ngoặt của Trung tâm. Kentridge và chồng cô, luật sư nổi tiếng Sydney Kentridge, vẫn tham gia với Trung tâm Học viện sau khi kết thúc chế độ phân biệt chủng tộc, mặc dù họ đã chuyển đến Anh vĩnh viễn vào những năm 1980. Trong những năm cuối đời, Kentridge đã vẽ tranh và con trai William Kentridge trở thành một nghệ sĩ nổi tiếng.

## Tiểu sử

### Tuổi thơ và giáo dục thuở nhỏ
Felicia Kentridge được sinh ra Felicia Nahoma Geffen tại Johannesburg năm 1930, là con gái nhỏ của một gia đình hợp pháp Do Thái; mẹ bà là nhà hoạt động nữ giới đầu tiên của Nam Phi. Felicia học luật tại Đại học Cape Town và sau đó là Đại học Witwatersrand, lấy bằng LLB từ năm 1953. Năm 1952, khi còn đang học, bà kết hôn với Sydney Kentridge, một luật sư sau này bảo vệ Nelson Mandela và các nhân vật chống phân biệt chủng tộc hàng đầu khác trong Phiên tòa phản quốc năm 1956.

### Hoạt động chống phân biệt chủng tộc
Felicia và Sydney Kentridge đều là những lực lượng trung thành chống apartheid và Felicia đã tìm cách lật ngược cơ sở pháp lý để phân biệt và phân biệt đối xử ở Nam Phi. Đầu những năm 1970, bà đến Hoa Kỳ để nghiên cứu công việc của các trung tâm pháp lý công ích và được truyền cảm hứng để tìm một phòng khám pháp lý tương tự cho những người Nam Phi nghèo khó vào năm 1973. Năm 1979, bà và một nhóm các luật sư chống phân biệt chủng tộc nổi tiếng khác, bao gồm chồng Sydney và Arthur Chaskalson, đã thành lập Trung tâm tài nguyên pháp lý để vận động cho nhân quyền và công bằng tư pháp cho người Nam Phi da đen. Kentridge đã đi ra nước ngoài để thu thập hỗ trợ cho Trung tâm Học liệu và quản lý để giành được tài trợ từ các tổ chức như Tổ chức Carnegie, Ford và Rockefeller. Bà điều hành các vấn đề hành chính của Trung tâm và cũng đóng góp vào một số chiến thắng pháp lý quan trọng nhất của nó, giúp lật ngược các luật phân biệt đối xử như hệ thống các lệnh bắt buộc đối với người Nam Phi da đen.
Đầu những năm 1980, Kentridge và chồng chuyển đến London, mặc dù bà vẫn tiếp tục đến Nam Phi thường xuyên để hỗ trợ Trung tâm Học liệu. Ngoài ra, bà còn làm chủ tịch của Ủy thác tài nguyên pháp lý và giúp thành lập Dự án giáo dục pháp lý và giáo dục pháp lý Nam Phi và Ủy thác hỗ trợ pháp lý của Anh, sau này trở thành một phần của Ủy ban hỗ trợ pháp lý và giáo dục Canon Collins. Sau khi kết thúc phân biệt chủng tộc vào năm 1994, Kentridge vẫn tham gia với Trung tâm Học liệu, nơi tiếp tục tiến hành công việc pháp lý vì lợi ích công cộng cho đến ngày nay. Hội đồng Luật sư Nam Phi trao giải thưởng thường niên vinh danh Kentridge, Giải thưởng Sydney và Felicia Kentridge, cho sự xuất sắc trong luật pháp lợi ích cho công chúng.

### Cuộc sống sau đó
Trong những năm cuối đời, Kentridge trở thành họa sĩ, làm việc chủ yếu bằng màu nước. Cuối cùng bà được chẩn đoán mắc chứng hư não tiến triển, cuối cùng khiến bà bị tê liệt hoàn toàn. Bà qua đời tại nhà ở Maida Vale, London, vào tháng 6 năm 2015.